# Lucille Gicquel
Lucille Gicquel (Rennes, 13 novembre 1997) è una pallavolista francese, opposto del Chieri '76.

## Carriera

### Club
La carriera di Lucille Gicquel, figlia dell'ex saltatore in alto Jean-Charles, inizia nel 2013 quando entra nella squadra federale dell'IFVB.
Nella stagione 2015-16 viene ingaggiata dal RC Cannes, in Ligue A, con cui, in tre annate di permanenza, si aggiudica due Coppe di Francia. Nella stagione 2018-19 veste la maglia del Nantes, sempre nella massima divisione francese.
Per il campionato 2020-21 si trasferisce in Italia per difendere i colori dell'Imoco, in Serie A1, vincendo la Supercoppa italiana, la Coppa Italia, lo scudetto e la Champions League, mentre nella stagione successiva, pur restando nello stesso campionato, si accasa alla Cuneo Granda per un biennio.
Nel campionato 2023-24 è di scena in Turchia, dove disputa la Sultanlar Ligi con il Nilüfer, mentre per quello successivo ritorna nella Serie A1 italiana, questa volta al Chieri '76

### Nazionale
Nel 2013 viene convocata nella nazionale francese under 18.
Nel 2017 ottiene le prime convocazioni nella nazionale maggiore. Nel 2022 vince la medaglia d'oro all'European Golden League, dove viene premiata anche come MVP e nel 2023 l'oro alla Volleyball Challenger Cup.

## Palmarès

### Club
- Campionato italiano: 1

2020-21
- Coppa di Francia: 2

2015-16, 2017-18
- Coppa Italia: 1

2020-21
- Supercoppa italiana: 1

2020
- Champions League: 1

2020-21

### Nazionale (competizioni minori)
- European Golden League 2022
- Volleyball Challenger Cup 2023

### Premi individuali
- 2022 - European Golden League: MVP